# Садахло (станция)
Садахло (груз. სადახლო) — станция Грузинской железной дороги на международной линии Тбилиси — Гюмри, расположено в одноименном селе у границы с Арменией. Станция открыта в 1899 году и является стыковой станцией с Армянской железной дорогой.

## Описание
Количество путей на станции: 6, из них 5 электрифицированных. Стрелки на станции автоматические.
Платформа станции низкая. На станции имеется вокзал с билетной кассой и залом ожидания.
По состоянию на 2011 год на станции останавливаются международные пассажирские поезда сообщением Тбилиси — Ереван и обратно. На станции пассажиры поездов проходят паспортный контроль и таможенный досмотр, проводимый пограничной полицией и службой бюджетных поступлений Министерства финансов Грузии, после чего поезд направляется на станцию Айрум для прохождения паспортного контроля и таможенного досмотра армянскими пограничными службами либо продолжает свой путь в Тбилиси.
В 440 метрах от станции располагается пограничный пешеходный мост через реку Дебед, отделяющую село Садахло от армянского села Баграташен.
Станция также служит конечной либо пунктом отправления пригородных поездов сообщением Тбилиси — Садахло и обратно. Поезда курсируют ежедневно, поезда международного сообщения Тбилиси — Ереван, а летом Ереван — Батуми ходят через день.
Через станцию также проходят грузовые поезда, везущие грузы транзитом через территорию Грузии в Армению либо наоборот. Локомотивы меняются на станции Садахло либо на станции Айрум.